# Butterfly, Butterfly (The Last Hurrah)
Butterfly, Butterfly (The Last Hurrah) — останній сингл новерзького гурту a-ha перед заплановим розпадом 4 грудня 2010 року. Випущений 5 липня 2010 року. Сингл увійшов до компіляційного альбому найкращих пісень «25».

## Музиканти
- Пол Воктор-Савой (Paul Waaktaar-Savoy; 6 вересня 1961) — композитор, гітарист, вокалист.
- Магне Фуругольмен (Magne Furuholmen; 1 листопада 1962) — клавішник, композитор, вокаліст, гітарист.
- Мортен Гаркет (Morten Harket; 14 вересня 1959) — вокаліст.

## Композиції

### UK/Germany сингл
1. Butterfly, Butterfly (The Last Hurrah) (Single Edit)
2. Butterfly, Butterfly (The Last Hurrah) (Steve Osborne Version)[1]

### Цифрова версія EP для iTunes
1. Butterfly, Butterfly (The Last Hurrah) (Album Version)
2. Butterfly, Butterfly (The Last Hurrah) (Steve Osborne Version)
3. The Sun Always Shines On TV (Album Version)
4. Hunting High And Low (Album Version)
5. Stay On These Roads (Video)[2]

## Позиції в чартах
- #22  Німеччина[3]
- #13  Норвегія
- #12  Польща
- #98  Велика Британія